# Ферфілд-Гарбор (Північна Кароліна)
Ферфілд-Гарбор (англ. Fairfield Harbour) — переписна місцевість (CDP) в США, в окрузі Крейвен штату Північна Кароліна. Населення — 2767 осіб (2020).

## Географія
Ферфілд-Гарбор розташований за координатами 35°4′2″ пн. ш. 76°57′35″ зх. д. / 35.06722° пн. ш. 76.95972° зх. д. (35.067321, -76.959716).  За даними Бюро перепису населення США в 2010 році переписна місцевість мала площу 10,68 км², з яких 7,46 км² — суходіл та 3,23 км² — водойми. В 2017 році площа становила 12,08 км², з яких 7,46 км² — суходіл та 4,63 км² — водойми.

## Демографія
Згідно з переписом 2010 року, у переписній місцевості мешкали 2952 особи в 1465 домогосподарствах у складі 1058 родин. Густота населення становила 276 осіб/км².  Було 1829 помешкань (171/км²).
Расовий склад населення:
| - 94,5 % — білих - 3,5 % — чорних або афроамериканців - 0,5 % — азіатів - 0,1 % — корінних американців |

До двох чи більше рас належало 0,8 %. Частка іспаномовних становила 1,8 % від усіх жителів.
За віковим діапазоном населення розподілялося таким чином: 9,6 % — особи молодші 18 років, 44,5 % — особи у віці 18—64 років, 45,9 % — особи у віці 65 років та старші. Медіана віку мешканця становила 63,5 року. На 100 осіб жіночої статі у переписній місцевості припадало 94,7 чоловіків;  на 100 жінок у віці від 18 років та старших — 96,2 чоловіків також старших 18 років.
Середній дохід на одне домашнє господарство  становив 68 494 долари США (медіана — 62 998), а середній дохід на одну сім'ю — 78 263 долари (медіана — 66 349). Медіана доходів становила 47 237 доларів для чоловіків та 45 268 доларів для жінок. За межею бідності перебувало 2,3 % осіб, у тому числі 0,0 % дітей у віці до 18 років та 2,2 % осіб у віці 65 років та старших.
Цивільне працевлаштоване населення становило 717 осіб. Основні галузі зайнятості: освіта, охорона здоров'я та соціальна допомога — 26,6 %, виробництво — 17,4 %, фінанси, страхування та нерухомість — 14,1 %.